# Saison 2017-2018 du Lyon olympique universitaire
Cette page présente la saison 2017-2018 du Lyon olympique universitaire en Top 14 et en Challenge européen.

## Entraîneurs
- Pierre Mignoni (manager sportif)
- Sébastien Bruno (avants)
- Adjoints :
  -  Karim Ghezal (touche)
  -  Kendrick Lynn (arrières et skills)

## Effectif
| Nom                     | Poste            | Naissance         | Nationalité sportive | Sélections | Dernier club              | Arrivée au club (année) | JIFF |
| ----------------------- | ---------------- | ----------------- | -------------------- | ---------- | ------------------------- | ----------------------- | ---- |
| Sami Mavinga            | Pilier           | 25 mai 1993       | France               | -          | Formé au club             | 2014                    | Oui  |
| David Attoub            | Pilier           | 7 juin 1981       | France               |            | Montpellier Hérault Rugby | 2015                    | Oui  |
| Albertus Buckle         | Pilier           | 9 septembre 1983  | Afrique du Sud       | -          | FC Grenoble               | 2015                    | Non  |
| Zaza Navrozashvili      | Pilier           | 27 juillet 1992   | Géorgie              | -          | Union Bordeaux Bègles     | 2015                    | Oui  |
| Stéphane Clément        | Pilier           | 3 juillet 1987    | France               | -          | Biarritz olympique        | 2016                    | Oui  |
| Alexandre Menini        | Pilier           | 5 août 1983       | France               |            | RC Toulon                 | 2016                    | Oui  |
| Francisco Gomez Kodela  | Pilier           | 7 juillet 1985    | Argentine            |            | Union Bordeaux Bègles     | 2016                    | Non  |
| Karena Wihongi          | Pilier           | 29 septembre 1979 | Nouvelle-Zélande     | -          | Castres olympique         | 2016                    | Non  |
| Angelo Weiss            | Pilier           | 13 juillet 2000   | France               | -          | RC Mulhouse               | 2017                    | Oui  |
| Clément Ric             | Pilier           | 18 juillet 1988   | France               | -          | ASM Clermont              | 2017                    | Oui  |
| Richard Choirat         | Pilier           | 28 septembre 1984 | France               | -          | Aviron bayonnais          | 2017                    | Oui  |
| Cameron Mapusua         | Talonneur        | 3 août 1993       | Nouvelle-Zélande     | -          | Formé au club             | 2012                    | Oui  |
| Ti'i Paulo              | Talonneur        | 13 janvier 1983   | Samoa                |            | ASM Clermont Auvergne     | 2015                    | Non  |
| Mickaël Ivaldi          | Talonneur        | 20 février 1990   | France               | -          | Montpellier HR            | 2016                    | Oui  |
| Virgile Lacombe         | Talonneur        | 7 juillet 1984    | France               | -          | Racing 92                 | 2017                    |      |
| Christian Njewel        | 2e ligne         | 22 mars 1990      | Cameroun             | -          | Formé au Club             | 2011                    | Oui  |
| Félix Lambey            | 2e ligne         | 15 mars 1994      | France               | -          | AS Béziers                | 2016                    | Oui  |
| Franco Mostert          | 2e ligne         | 27 novembre 1990  | Afrique du Sud       |            | Lions                     | 2016                    | Non  |
| Josh Bekhuis (en)       | 2e ligne         | 26 avril 1986     | Nouvelle-Zélande     | -          | Blues                     | 2016                    | Non  |
| Maselino Paulino (en)   | 2e ligne         | 21 juin 1988      | Samoa                |            | Scarlets                  | 2016                    | Non  |
| Julien Goux             | 2e ligne         | 2 mars 1996       | France               | -          | Formé au Club             | 2016                    | Oui  |
| Etienne Oosthuizen      | Deuxième ligne   | 22 décembre 1992  | Afrique du Sud       | -          | Sharks                    | 2017                    |      |
| François van der Merwe  | Deuxième ligne   | 6 octobre 1983    | Afrique du Sud       | -          | Racing 92                 | 2017                    |      |
| Hendrik Roodt           | Deuxième ligne   | 6 novembre 1987   | Afrique du Sud       | -          | FC Grenoble               | 2017                    |      |
| Deon Fourie             | 3e ligne         | 25 septembre 1986 | Afrique du Sud       | -          | Stormers                  | 2014                    | Non  |
| Julien Puricelli        | 3e ligne         | 1er août 1980     | France               |            | Aviron Bayonnais          | 2014                    | Oui  |
| Carl Fearns             | 3e ligne         | 28 mai 1989       | Angleterre           | -          | Bath                      | 2015                    | Non  |
| Julien Bonnaire         | 3e ligne         | 22 septembre 1978 | France               |            | ASM Clermont Auvergne     | 2015                    | Oui  |
| Taiasina Tuifu'a        | 3e ligne         | 20 août 1984      | Samoa                |            | Union Bordeaux Bègles     | 2015                    | Non  |
| Giorgi Javakhia         | 3e ligne         | 24 septembre 1996 | Géorgie              | -          | Formé au club             | 2015                    | Oui  |
| Virgile Bruni           | 3e ligne         | 6 février 1989    | France               | -          | RC Toulon                 | 2016                    | Oui  |
| Curtis Browning (en)    | 3e ligne         | 30 octobre 1993   | Australie            | -          | Queensland Reds           | 2016                    | Non  |
| Liam Gill               | 3e ligne         | 8 juin 1992       | Australie            |            | RC Toulon                 | 2017                    | Non  |
| Théophile Cotte         | Troisième ligne  | 24 juin 1993      | France               |            | CS Bourgoin-Jallieu       | 2017                    |      |
| Toa Halafihi            | Troisième ligne  | 27 novembre 1993  | Nouvelle-Zélande     |            | Taranaki RFU              | 2017                    |      |
| Baptiste Couilloud      | Demi de mêlée    | 22 juillet 1997   | France               | -          | Formé au club             | 2015                    | Oui  |
| François Filliot        | Demi de mêlée    | 27 mai 1996       | France               | -          | Stade clermontois         | 2016                    | Oui  |
| Jonathan Pélissié       | Demi de mêlée    | 6 juin 1988       | France               |            | RC Toulon                 | 2017                    |      |
| Quentin Delord          | Demi de mêlée    | 10 février 1999   | France               | -          | CA Brive                  | 2017                    |      |
| Jacques-Louis Potgieter | Demi d'ouverture | 2 septembre 1984  | Afrique du Sud       | -          | Bulls                     | 2015                    | Non  |
| Frédéric Michalak       | Demi d'ouverture | 16 octobre 1982   | France               |            | RC Toulon                 | 2016                    | Oui  |
| Mike Harris             | Demi d'ouverture | 8 juillet 1988    | Nouvelle-Zélande     |            | Melbourne Rebels          | 2016                    | Non  |
| Lionel Beauxis          | Demi d'ouverture | 24 octobre 1985   | France               |            | Union Bordeaux Bègles     | 2017                    | Oui  |
| Piero Dominguez         | Demi d'ouverture | 6 mai 1998        | Argentine            | -          | Pakuranga RLC             | 2017                    |      |
| Thibaut Regard          | Centre           | 6 août 1993       | France               | -          | Formé au club             | 2011                    | Oui  |
| Paul Bonnefond          | Centre           | 13 septembre 1988 | France               | -          | Castres Olympique         | 2014                    | Oui  |
| Hemani Paea             | Centre           | 30 juillet 1985   | Tonga                |            | US Oyonnax                | 2015                    | Non  |
| Théo Belan              | Centre           | 15 novembre 1992  | France               | -          | RC Toulon                 | 2016                    | Oui  |
| Rudi Wulf               | Centre           | 2 février 1984    | Nouvelle-Zélande     |            | Castres olympique         | 2016                    | Non  |
| Adrien Seguret          | Centre           | 22 juillet 1998   | France               | -          | SC Albi                   | 2017                    |      |
| Franck Romanet          | Ailier           | 2 mai 1986        | France               | -          | CS Bourgoin-Jallieu       | 2009                    | Oui  |
| Toby Arnold             | Ailier           | 11 septembre 1987 | Nouvelle-Zélande     | -          | Bay of Plenty             | 2013                    | Non  |
| Napolioni Nalaga        | Ailier           | 2 mai 1986        | Fidji                |            | ASM Clermont Auvergne     | 2015                    | Non  |
| Jone Tuva               | Ailier           | 23 mars 1996      | Fidji                |            | Nadi                      | 2015                    | Non  |
| Henry Clunies-Ross      | Ailier           | 2 juin 1994       | Australie            | -          | Waratahs                  | 2016                    | Non  |
| Nisié Huyard            | Ailier           | 23 mai 1994       | France               | -          | Olympique de Nouméa rugby | 2016                    | Oui  |
| Xavier Mignot           | Ailier           | 27 janvier 1994   | France               |            | FC Grenoble               | 2017                    |      |
| Alexis Palisson         | Ailier           | 9 septembre 1987  | France               |            | Stade toulousain          | 2017                    |      |
| Timilai Rokoduru        | Ailier           | 21 janvier 1993   | Fidji                | -          | SC Albi                   | 2017                    |      |
| Yohann Tarley           | Ailier           | 2000              | France               | -          | RC Massy                  | 2017                    |      |
| Romain Loursac          | Arrière          | 11 novembre 1985  | France               | -          | Formé au Club             | 2007                    | Oui  |
| Jérôme Porical          | Arrière          | 20 septembre 1985 | France               |            | Stade Français Paris      | 2014                    | Oui  |
| Delon Armitage          | Arrière          | 15 décembre 1983  | Angleterre           |            | RC Toulon                 | 2016                    | Non  |
| Jean-Marcellin Buttin   | Arrière          | 16 décembre 1991  | France               |            | Union Bordeaux Bègles     | 2017                    |      |

## Calendrier et résultats

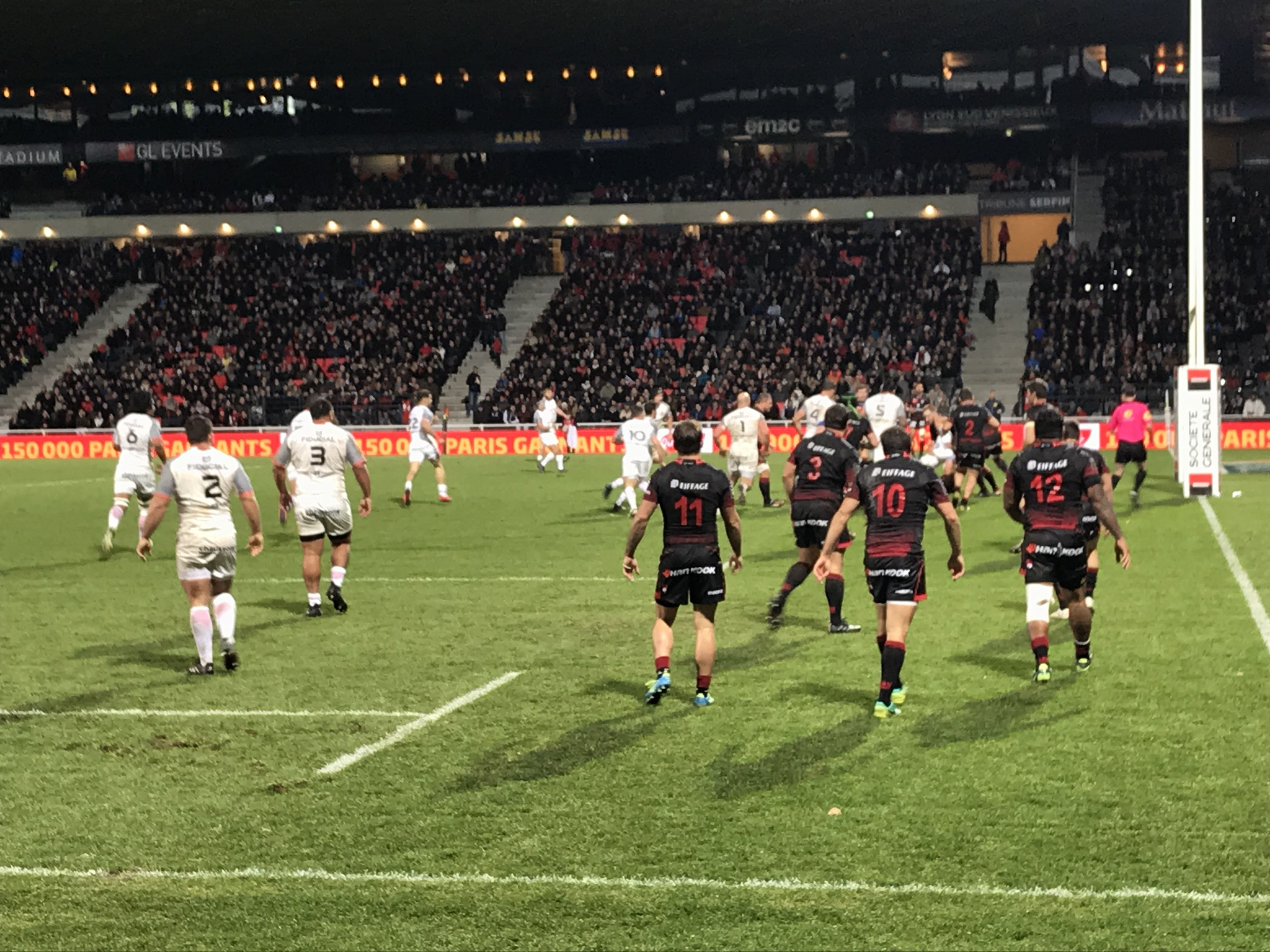
Match de Top 14 contre le Stade toulousain, le 26 novembre 2017.

### Matchs amicaux
- Lyon OU - FC Grenoble Rugby :  26-17
- Montpellier HR - Lyon OU :  12-40
- CA Brive - Lyon OU :  38-10
- Lyon OU - RC Toulon :  14-17

### Top 14
| - Stade français - Lyon OU : 16-26 - Lyon OU - CA Brive : 29-14 - Section paloise - Lyon OU : 30-14 - Lyon OU - Union Bordeaux Bègles : 49-14 - Lyon OU - Castres Olympique : 31-12 - Racing 92 - Lyon OU : 17-20 - SU Agen - Lyon OU : 6-25 - Lyon OU- US Oyonnax : 52-18 - Lyon OU - Stade rochelais : 15-19 - ASM Clermont - Lyon OU : 39-18 - Lyon OU - Stade toulousain : 9-17 - RC Toulon - Lyon OU : 39-11 - Montpellier HR - Lyon OU : 38-17 | - Lyon OU - Stade français : 44-3 - CA Brive - Lyon OU : 25-27 - Lyon OU - Section paloise : 35-23 - Union Bordeaux Bègles - Lyon OU : 19-10 - Castres Olympique - Lyon OU : 33-22 - Lyon OU - Racing 92 : 22-24 - Lyon OU - SU Agen : 71-17 - US Oyonnax - Lyon OU : 39-18 - Stade rochelais - Lyon OU : 19-15 - Lyon OU - ASM Clermont : 36-10 - Stade toulousain - Lyon OU : 20-27 - Lyon OU - RC Toulon : 15-6 - Lyon OU - Montpellier HR : 32-24 |

| Rang | Club                  | J  | V  | N | D  | Bo | Bd | Pm  | Pe  | Diff | Pts |
| ---- | --------------------- | -- | -- | - | -- | -- | -- | --- | --- | ---- | --- |
| 1    | Montpellier HR        | 26 | 17 | 0 | 9  | 12 | 1  | 752 | 559 | +193 | 81  |
| 2    | Racing 92             | 26 | 18 | 0 | 8  | 5  | 3  | 622 | 478 | +144 | 80  |
| 3    | Stade toulousain      | 26 | 16 | 1 | 9  | 4  | 4  | 719 | 595 | +124 | 74  |
| 4    | RC Toulon             | 26 | 14 | 0 | 12 | 9  | 8  | 766 | 507 | +259 | 73  |
| 5    | Lyon OU               | 26 | 15 | 0 | 11 | 7  | 3  | 689 | 541 | +148 | 70  |
| 6    | Castres olympique     | 26 | 15 | 0 | 11 | 4  | 5  | 638 | 624 | +14  | 69  |
| 7    | Stade rochelais       | 26 | 14 | 1 | 11 | 6  | 3  | 686 | 531 | +155 | 67  |
| 8    | Section paloise       | 26 | 15 | 0 | 11 | 2  | 4  | 590 | 584 | +6   | 66  |
| 9    | ASM Clermont (T)      | 26 | 11 | 1 | 14 | 4  | 4  | 629 | 687 | -58  | 54  |
| 10   | Union Bordeaux Bègles | 26 | 10 | 1 | 15 | 2  | 4  | 557 | 623 | -66  | 48  |
| 11   | SU Agen (P)           | 26 | 10 | 0 | 16 | 2  | 4  | 537 | 757 | -220 | 46  |
| 12   | Stade français Paris  | 26 | 9  | 0 | 17 | 2  | 4  | 540 | 740 | -200 | 42  |
| 13   | Oyonnax Rugby (P)     | 26 | 7  | 3 | 16 | 1  | 4  | 566 | 824 | -258 | 39  |
| 14   | CA Brive              | 26 | 7  | 1 | 18 | 1  | 5  | 485 | 726 | -241 | 36  |

### Phases finales

#### Barrages
Opposé au RC Toulon, qui a terminé 4e de la phase régulière, et qui a éliminé le RC Toulon en match de barrage, le LOU se qualifie en disposant de son adversaire par 19 à 19 après prolongation.
| Vendredi 18 mai 2018 21 h 00 | RC Toulon | 19 - 19 a. p. (3 - 6) | Lyon OU | Stade Mayol, Toulon 17 885 spectateurs Arbitre : Mathieu Raynal |
| Vendredi 18 mai 2018 21 h 00 | Essai(s) : 1 Ashton (56e) Transformation(s) : 1 Beleau (56e) Pénalité(s) : 4 Belleau (37e, 49e), Trinh-Duc (69e, 82e) Carton(s) rouge(s) : 1 Nonu (87e) |                       | Essai(s) : 2 Arnold (64e), Cretin (69e) Pénalité(s) : 3 Harris (23e, 32e, 93e) Carton(s) jaune(s) : 1 Puricelli (36e) | Stade Mayol, Toulon 17 885 spectateurs Arbitre : Mathieu Raynal |
| Vendredi 18 mai 2018 21 h 00 | |                       | | Stade Mayol, Toulon 17 885 spectateurs Arbitre : Mathieu Raynal |

#### Demi-finales
Opposé au Montpellier HR, qui a terminé 1er de la phase régulière, et est éliminé par le Montpellier HR en demi-finale, le LOU est éliminé par de son adversaire par 40 à 14.
| Vendredi 25 mai 2018 20 h 45 | Montpellier HR | 40 - 14 (29 - 3) | Lyon OU | Groupama Stadium, Décines-Charpieu 58 664 spectateurs Arbitre : Pascal Gaüzère |
| Vendredi 25 mai 2018 20 h 45 | Essai(s) : 4 Nadolo (24e), Dumoulin (38e), Picamoles (48e), Willemse (72e) Transformation(s) : 4 Pienaar (24e, 38e, 48e, 72e) Pénalité(s) : 4 Pienaar (4e, 18e, 43e), Steyn (13e) Carton(s) jaune(s) : 1 Bardy (75e) |                  | Essai(s) : 1 Mike Harris (78e) Transformation(s) : 3 Mike Harris (10e, 23e, 29e) Carton(s) jaune(s) : 1 Gill (78e) | Groupama Stadium, Décines-Charpieu 58 664 spectateurs Arbitre : Pascal Gaüzère |
| Vendredi 25 mai 2018 20 h 45 | |                  | | Groupama Stadium, Décines-Charpieu 58 664 spectateurs Arbitre : Pascal Gaüzère |

### Challenge européen
Dans le Challenge européen, le Lyon OU fait partie de la poule 2 et est opposée aux Français du Stade toulousain, des Anglais du Sale Sharks, et aux Gallois du Cardiff Blues.
| - Cardiff Blues - Lyon OU : 29-19 - Lyon OU - Sale Sharks : 27-24 - Stade toulousain - Lyon OU : 30-23 | - Lyon OU - Stade toulousain : 21-11 - Sale Sharks - Lyon OU : 15-13 - Lyon OU - Cardiff Blues : 18-21 |

Avec 2 victoires et 4 défaites, le Lyon OU termine 4e de la poule 2 et n'est pas qualifié pour les quarts de finale.

| Rang | Équipe           | J | V | N | D | Em | Ee | Bo | Bd | Pm  | Pe  | Diff | Pts |
| ---- | ---------------- | - | - | - | - | -- | -- | -- | -- | --- | --- | ---- | --- |
| 1    | Cardiff Blues    | 6 | 5 | 0 | 1 | 9  | 8  | 1  | 0  | 99  | 95  | +4   | 21  |
| 2    | Stade toulousain | 6 | 2 | 1 | 3 | 10 | 10 | 2  | 2  | 117 | 120 | -3   | 14  |
| 3    | Sale Sharks      | 6 | 2 | 1 | 3 | 9  | 7  | 0  | 2  | 110 | 102 | +8   | 12  |
| 4    | Lyon OU          | 6 | 2 | 0 | 4 | 11 | 14 | 0  | 3  | 121 | 130 | -9   | 11  |

## Statistiques

### Championnat de France
Meilleurs réalisateurs
| Rang | Joueur             | Poste            | Points | Essais | Transf. | Pén. | Drops |
| ---- | ------------------ | ---------------- | ------ | ------ | ------- | ---- | ----- |
| 1    | Lionel Beauxis     | Demi d'ouverture | 167    | -      | -       | -    | -     |
| 2    | Toby Arnold        | Ailier           | 60     | 12     | 0       | 0    | 0     |
| 3    | Baptiste Couilloud | Demi de mêlée    | 52     | 10     | -       | -    | -     |
| 4    | Liam Gill          | 3e ligne         | 35     | 7      | 0       | 0    | 0     |
| 5    | Alexis Palisson    | Ailier           | 30     | 6      | 0       | 0    | 0     |

Meilleurs marqueurs
| Rang | Joueur             | Poste         | Essais |
| ---- | ------------------ | ------------- | ------ |
| 1    | Toby Arnold        | Ailier        | 12     |
| 2    | Baptiste Couilloud | Demi de mêlée | 10     |
| 3    | Liam Gill          | 3e ligne      | 7      |
| 4    | Alexis Palisson    | Ailier        | 6      |
| 5    | Thibaut Regard     | Centre        | 5      |